# قهوة مستدامة
القهوة المستدامة هی القهوة التی یتم زراعتها و تسویفها لتحقیق استدامتها. وهذا یشمل القهوة المعتمدة (کالتجارة العضویة والتجارة العادلة و التحالف من اجل الغابات المطیرة). یحتوی البن علی عدد من التصنیفات المستخدمة لتحدید مشارکة المزارعین (أو سلسلة التورید) فی تولیفات مختلفه من المعاییر الاجتماعیه و البیئیه و الاقتصادیه. و تتلائم هذه الفئات مع فئات معتمدة بشکل مستقل مصطلح «القهوة المستدامة» وقد دخل هذا المصطلح المعجم وسرعان ما نما هذا القطاع الی صناعة بملیارات الدولارات من تلقاء نفسها مع آثار محتمله کبیره بالنسبة للسلع الاخری مع زیادة الطلب و الوعی.

## التاريخ المبكر والتعريف
يوجد للقهوة العديد من أنواع التصنيفات المستخدمة لتحديد مشاركة المزارعين (أو سلاسل التوريد) في مجموعات مختلفة من المعايير الاجتماعية والبيئية والاقتصادية. أُطلق على نوع القهوة الذي يتلاءم مع هذه الفئات، والذي اعتُمد أو تم التحقق منه بشكل مستقل من قبل طرف ثالث معتمد، اسم «القهوة المستدامة». ظهر مصطلح «القهوة المستدامة» لأول مرة في اجتماعات الخبراء التي عقدها معهد مركز سميثسونيان للطيور المهاجرة، وفي اجتماع لجنة التعاون البيئي التابعة للنافتا، وفي مجلس خيار المستهلك في عام 1998. استُخدم مصطلح القهوة المستدامة لأول مرة في المجال العام في تقرير مجلس خيار المستهلك لعام 1999 والذي حمل عنوان «القهوة المستدامة عند مفترق طرق». يناقش التقرير تأويلات الاستدامة ويحدد الخيارات المتاحة كالتجارة العضوية والمشروعة كالـ «القهوة المستدامة»، على الرغم من عدم تقديمه لتعريف وظيفي واحد.
ظهر تقرير مجلس خيار المستهلك في تلك الفترة أيضًا كمطبوعة بارزة للبنك الدولي، وظهر أيضًا في ورقة نُشرت من قبل صندوق النقد الدولي، وكانت هذه المنشورات هي أول من حدد المشاكل الاقتصادية والاجتماعية في أصول القهوة، والتي شكلت نواة أزمة القهوة التي تكشفت على نحو أكمل في بدايات القرن الواحد والعشرين. ساهم معهد مركز سميثسونيان للطيور المهاجرة بتقديم أولى الأدلة حول التأثيرات البيئية التي تحدث في بعض أهم مناطق زراعة البن في أمريكا الوسطى. نوقشت المخاوف البيئية والاقتصادية في عدد من الاجتماعات التي استضافتها لجنة التعاون البيئي كـ «ورشة عمل الخبراء حول القهوة المكسيكية المنتجة بطريقة الاستدامة» في ولاية أوكساكا المكسيكية في عام 2000، والتي تمخضت عن إعلان أوكساكا. أعربت المنظمة الدولية للقهوة عن بعض العوامل التي تسببت في الأزمة ووثقتها، وكان أهمها الانخفاض الهائل في أسعار البن بالنسبة للمنتجين.

## التقديرات الأولية للسوق
كانت أحجام التجارة الأولية تقديرية إلى حد بعيد، ويعود ذلك إلى عدم وجود وكالة، بما في ذلك جهات التصديق بحد ذاتها، تتتبع حجم التجارة في ذلك الوقت. ظهر أول تقييم شامل وأول تعريف موجز، في عام 2001، في وثائق البحوث وبتكليف من عدة منظمات. تضافرت جهود مؤسسة مؤتمر القمة ومنظمة الحفاظ على الطبيعة وجمعية القهوة المتخصصة في أمريكا مع البنك الدولي بهدف تمويل ونشر أول تقييم واسع النطاق للأسواق وقيمة وكميات القهوة هذه (عينة عشوائية ذات دلالة إحصائية جُمعت من 1558 تاجر تجزئة و 570 محمصة، و312 تاجر جملة، و 120 موزع و94 مستورد من جميع أنحاء أمريكا الشمالية). أشارت نتيجة «مسح القهوة المستدامة الخاص بصناعة القهوة في أمريكا الشمالية» إلى توافر أربعة أنواع من القهوة المستدامة الرئيسية المعتمدة (من حيث الأهمية): العضوية، والتجارة العادلة، كونها صديقة للطيور (حسب مركز معهد مركز سميثسونيان للطيور المهاجرة)، ومتوافقة مع معايير التحالف من أجل الغابات المطيرة.
وصلت الأسعار، خلال ذروة أزمة البن الأخيرة (بين عامي 2001 و 2003)، إلى مستويات منخفضة قياسية (إذ بلغ سعر الرطل الواحد، وفقًا لمؤشر أسعار المنظمة الدولية للقهوة، وبحلول شهر أبريل من عام 2001، 49 سنتًا) مما تسبب في وضع العديد من المنتجين في ظروف بغاية الصعوبة. أصبحت فكرة القهوة المستدامة، بحلول عام 2003، موضوعًا شائعًا في المؤتمرات والبحوث وفي المناقشات السياسية العامة. أشار كتاب «حالة القهوة المستدامة»، الذي نشرته المنظمة الدولية للقهوة بالتعاون مع المعهد العالي للتنمية المستدامة في عام 2003، إلى توفير القهوة المستدامة للعديد من الفرص الجديدة لمنتجي القهوة الذين يواجهون أسعارًا متعذرة وظروفًا إنتاجية معينة يتسبب عدم تطبيقها بإبقائهم في حالة من الفقر. كان كتاب «حالة القهوة المستدامة» الكتاب الأول المتخصص بموضوع القهوة المستدامة، ويوضح الكتاب تطور المفاهيم الناشئة لاستدامة القهوة، وكان أيضًا أول بحث يحدد القنوات التسويقية، وظروف السوق، كميات القهوة المستدامة في الأسواق الأوروبية واليابانية.